# Christoph Schweiger

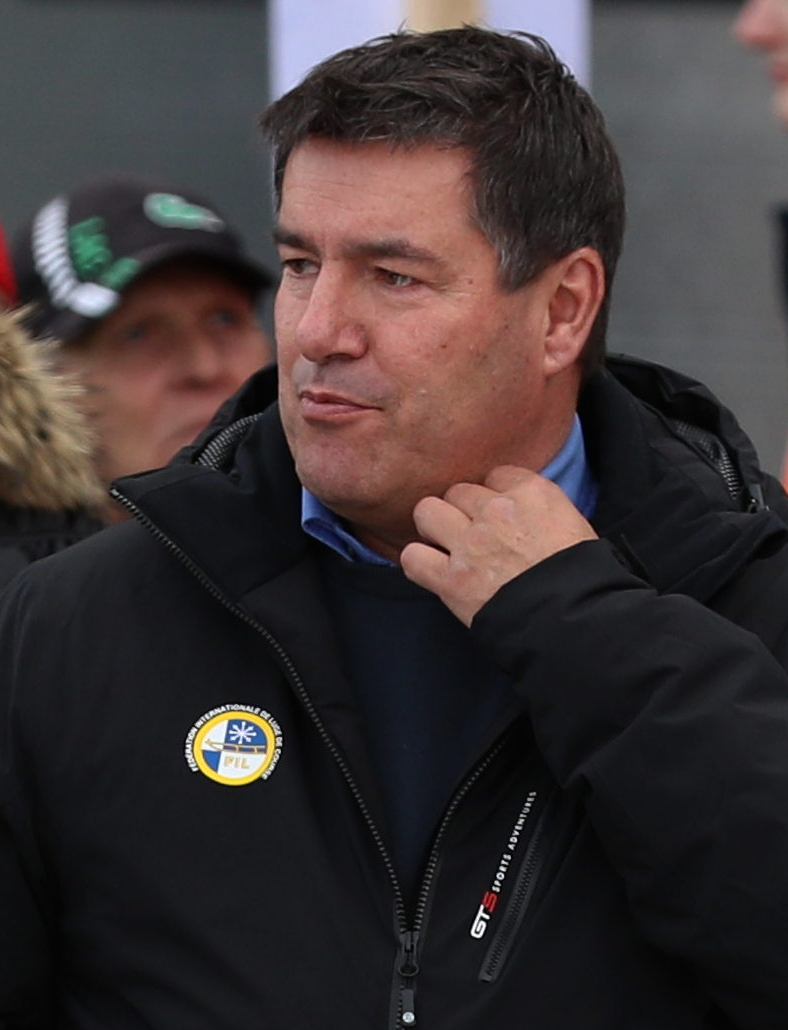
Christoph Schweiger (2018)

Christoph Schweiger (* 23. September 1965) ist ein ehemaliger österreichischer Rennrodler und gegenwärtiger Rennrodelfunktionär. Seit 2010 ist er Exekutivdirektor der Fédération Internationale de Luge.

## Leben
Der aus Sistrans stammende Schweiger begann im Jugendalter beim SV Igls mit dem Rennrodeln. Gemeinsam mit seinem Doppelsitzerpartner Gerhard Sandbichler war er von 1984 bis 1987 Mitglied der österreichischen Rennrodel-Nationalmannschaft. Ihr bestes Ergebnis war der sechste Platz in der Gesamtweltcupwertung der Doppelsitzer 1985/86; eine Podiumsplatzierung konnten sie nie erreichen. 1986 wurden sie zudem Tiroler Meister. Bei den Europameisterschaften 1986 in Hammarstrand belegten sie den elften Platz. Nach dem Ende seiner aktiven Karriere studierte er Nachrichtentechnik und Elektronik sowie später Sportmanagement.
Schweiger fungierte als Chef des Organisationskomitees der Rennrodel-Weltcups auf dem Olympia Eiskanal Igls, war für den Internationalen Rennrodelverband von 2006 bis 2010 Mitglied der Arbeitsgruppe „Jugend/Entwicklung“ und wurde 2008 Generalsekretär des Österreichischen Rodelverbands. 2010 folgte er Hartmut Kardaetz auf dem Posten des Exekutivdirektors der Fédération Internationale de Luge de Course, die seit 2022 unter dem Namen Fédération Internationale de Luge firmiert.
Er ist mit der lettischen Volleyball-Nationalspielerin Ingrīda Schweiger verheiratet und Vater von zwei Söhnen und einer Tochter.